# Medgidia
Medgidia è un municipio della Romania di 44 270 abitanti, ubicato nel distretto di Costanza, nella regione storica della Dobrugia.
Fanno parte dell'area amministrativa anche le località di Remus Opreanu e Valea Dacilor.

## Storia
Per lungo tempo dominio ottomano dopo l'invasione della Dobrugia nel 1417, la città era chiamata Karasu (acqua nera in turco) ed è menzionata sulla carta geografica di Yehuda ben Zara nel 1497.
La regione venne colonizzata nel XV secolo da popolazioni musulmane, ma il grande sviluppo venne all'inizio del XIX secolo, quando il Sultano Abdul Mejid I, nell'ambito della grande riorganizzazione dell'Impero ottomano (Tanzimat) spinse per popolare la città. In suo onore, nel 1865 gli stessi abitanti della città chiesero di cambiare il nome in Mecidiye.
La città, come tutta la Dobrugia settentrionale, entrò a far parte della Romania dopo la Guerra turco-russa (1877-1878).

## Monumenti e luoghi d'interesse
Significativi monumenti e istituzioni della città sono:
- Il Museo Lucian Grigorescu, aperto nel 1964 e dedicato nel 1991 al pittore post-impressionista, di cui ospita alcune opere in una collezione che comprende opere di artisti moderni e contemporanei ed una raccolta di ceramiche artistiche.
- La chiesa ortodossa dedicata ai SS. Pietro e Paolo (Sf. Petru şi Pavel), costruita sulle rovine dell'antico castrum Romano.
- La moschea Abdul Mejid, fatta costruire dal Governo Ottomano nel 1860

## Infrastrutture e trasporti
Medgidia è un importante nodo stradale e ferroviario, ubicato a circa metà strada tra il Danubio e il Mar Nero, a circa 40 km da Costanza.

Nella città esiste inoltre un porto sul Canale Danubio-Mar Nero, collegato con la rete stradale e ferroviaria; il canale attraversa la città per circa 6 km.
Nei pressi di Medgidia passerà la nuova autostrada, attualmente in costruzione, che unirà Bucarest e Costanza.